# Lieusaint, Seine-et-Marne
Lieusaint är en kommun i departementet Seine-et-Marne i regionen Île-de-France i norra Frankrike. Kommunen ligger i kantonen Combs-la-Ville som tillhör arrondissementet Melun. År 2022 hade Lieusaint 14 096 invånare.

## Befolkningsutveckling
Antalet invånare i kommunen Lieusaint
| Referens: INSEE |